# Wutach und Baaralb
Das Gebiet Wutach und Baaralb ist ein 2007 eingerichtetes und mit Verordnung vom 5. Februar 2010 durch das Ministerium für Ernährung und Ländlichen Raum festgelegtes Europäisches Vogelschutzgebiet (Schutzgebietskennung DE-8116-441) in Teilen der baden-württembergischen Landkreise Breisgau-Hochschwarzwald und Waldshut sowie dem Schwarzwald-Baar-Kreis in Deutschland.

## Lage
Die insgesamt rund 14.000 Hektar (ha) großen zwei Teilgebiete des Vogelschutzgebiets „Wutach und Baaralb“ verteilen sich auf zehn Städte und Gemeinden in drei Landkreisen:
- Breisgau-Hochschwarzwald (1.755,0 ha)
  - Gemeinden Friedenweiler (205,22 ha = 1,46 %) und Lenzkirch (201,71 ha = 1,44 %)
  - Stadt Löffingen (1.348,03 ha = 9,62 %)
- Waldshut (3.607,4 ha)
  - Gemeinde Wutach (1.366,88 ha = 9,76 %)
  - Städte Bonndorf im Schwarzwald (462,69 ha = 3,3 %) und Stühlingen (1.777,85 ha = 12,69 %)
- Schwarzwald-Baar-Kreis (8.640,1 ha)
  - Städte Blumberg (5.866,71 ha = 41,89 %), Bräunlingen (434,24 ha = 3,1 %), Donaueschingen (36,574 ha = 0,26 %) und Hüfingen (2.302,551 ha = 16,44 %)

## Beschreibung
Beschrieben wird das Gebiet „Wutach und Baaralb“ als „Schluchttal der Wutach mit ihren Seitenflüssen sowie Wäldern und Magerrasen der Baaralb, ausgedehnten Feuchtwiesen bei Rötenbach, einem Moorgebiet bei Blumberg, der Hochflächenlandschaft der Südbaar und des Alb-Wutachlandes mit Acker- und Grünlandnutzung im Wechsel“.

### Lebensraumklassen
|                                                                 |                                                                 |  |      |      |
| Nichtwaldgebiete mit hölzernen Pflanzen, Gestrüpp usw.          | Nichtwaldgebiete mit hölzernen Pflanzen, Gestrüpp usw.          |  | 1 %  | 1 %  |
| Mischwald                                                       | Mischwald                                                       |  | 32 % | 32 % |
| Nadelwald                                                       | Nadelwald                                                       |  | 19 % | 19 % |
| Feuchtes und mesophiles Grünland                                | Feuchtes und mesophiles Grünland                                |  | 1 %  | 1 %  |
| Moore, Sümpfe, Uferbewuchs                                      | Moore, Sümpfe, Uferbewuchs                                      |  | 1 %  | 1 %  |
| Trockengelegtes Grünland                                        | Trockengelegtes Grünland                                        |  | 20 % | 20 % |
| Anderes Ackerland                                               | Anderes Ackerland                                               |  | 25 % | 25 % |
| Sonstiges (Städte, Straßen, Deponien, Gruben, Industriegebiete) | Sonstiges (Städte, Straßen, Deponien, Gruben, Industriegebiete) |  | 1 %  | 1 %  |
|                                                                 |                                                                 |  |      |      |

### Bedeutung
Das Vogelschutzgebiet „Wutach und Baaralb“ mit einem Tagebau auf Doggererz mit Entwicklung von buschreichen Magerrasen, der Wutachschlucht als natürlicher Aufschluss des Mesozoikums und großflächigen Rutschungen im Bereich des Wutachknies ist – zusammen mit der Baar – das wichtigste Dichtezentrum von Rot- und Schwarzmilan sowie eines der wichtigsten Brutgebiete für Baumfalke, Neuntöter, Schwarzspecht, Wachtel, Wachtelkönig, Wanderfalke und Wespenbussard in Baden-Württemberg.

## Schutzzweck
Die gebietsbezogenen Erhaltungsziele sind je nach Art unterschiedlich beschrieben:

### Brutvögel
Brutvogelarten, die im Anhang I der Vogelschutzrichtlinie aufgelistet und für die in ganz Europa besondere Maßnahmen anzuwenden sind. In diese Kategorie fallen in Baden-Württemberg insgesamt 39 Arten.

#### Eisvogel(Alcedo atthis)

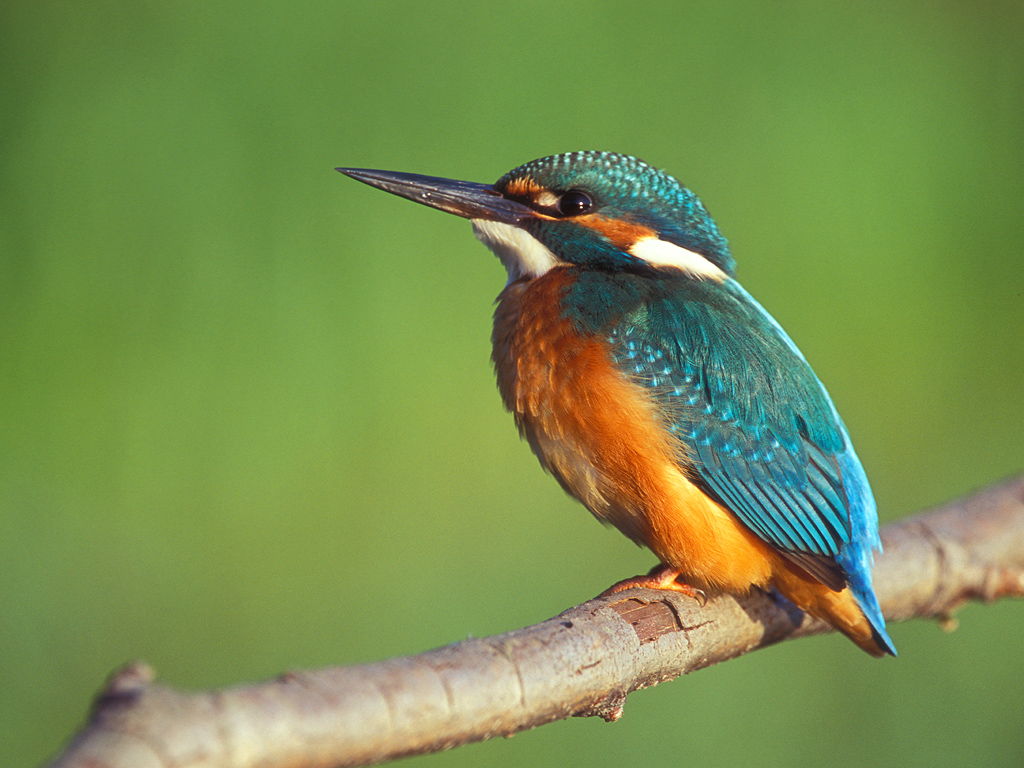
Eisvogel

Erhaltung der naturnahen Gewässer, von Steilwänden und Abbruchkanten aus grabbarem Substrat in Gewässernähe, von für die Brutröhrenanlage geeigneten Wurzeltellern umgestürzter Bäume in Gewässernähe, von Strukturen, die als Ansitz für die Jagd genutzt werden können wie starke Ufergehölze mit über das Gewässer hängenden Ästen, Erhaltung einer Wasserqualität, die gute Sichtbedingungen für den Beutefang gewährleistet, einer Gewässerdynamik, die die Neubildung von zur Nestanlage geeigneten Uferabbrüchen ermöglicht, Erhaltung von Sekundärlebensräumen wie aufgelassene Abbaustätten mit Gewässern und Steilufern, des Nahrungsangebots mit Kleinfischarten und Jungfischaufkommen sowie Erhaltung störungsfreier oder zumindest störungsarmer Fortpflanzungsstätten während der Fortpflanzungszeit vom 15. Februar bis zum 15. September.

#### Grauspecht(Picus canus)
Erhaltung von reich strukturierten lichten Laub- und Laubmischwäldern mit Offenflächen zur Nahrungsaufnahme, von Auenwäldern, von extensiv bewirtschafteten Streuobstwiesen, Erhaltung der Magerrasen, mageren Mähwiesen oder Viehweiden, Erhaltung von Randstreifen, Rainen, Böschungen und gesäumten gestuften Waldrändern, von Altbäumen und Altholzinseln, von Totholz, insbesondere von stehendem Totholz, Erhaltung der Bäume mit Großhöhlen sowie des Nahrungsangebots.

#### Heidelerche(Lullula arborea)

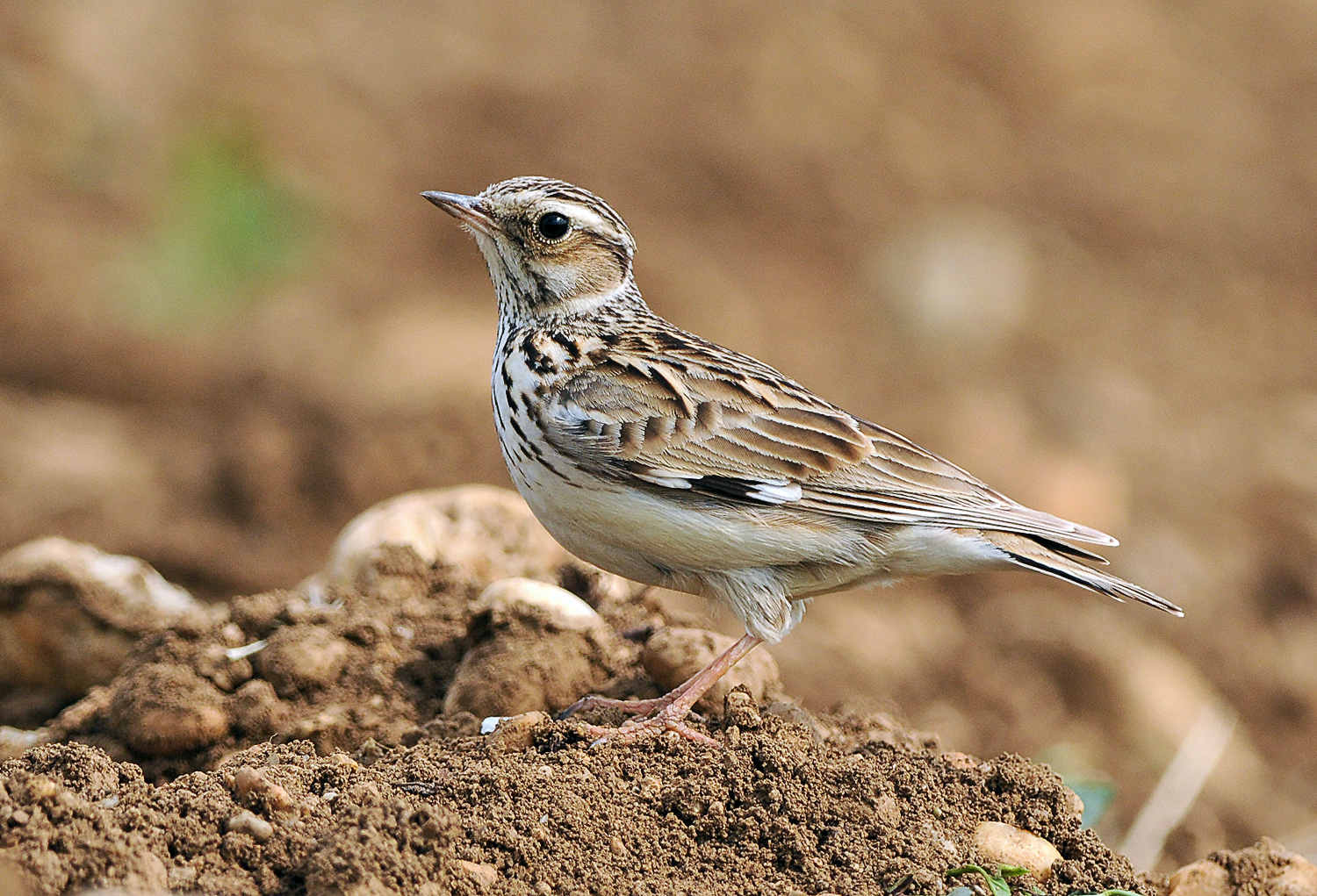
Heidelerche

Erhaltung der großflächigen Mager- und Trockenrasen sowie Heiden, Erhaltung von größeren Waldlichtungen, von Borstgrasrasen und Flügelginsterheiden, von trockenen, sonnigen, vegetationsarmen bzw. -freien Stellen, Erhaltung einer lückigen und lichten Vegetationsstruktur mit vereinzelten Büschen und Bäumen, Erhaltung von Rand- und Saumstrukturen sowie Brachland, von Sekundärlebensräumen wie aufgelassene Sand- und Kiesgruben mit flächigen Rohbodenstandorten, Erhaltung des Nahrungsangebots, insbesondere mit Insekten im Sommerhalbjahr sowie Erhaltung störungsfreier oder zumindest störungsarmer Fortpflanzungsstätten während der Fortpflanzungszeit im Zeitraum vom 15. Februar bis zum 15. August.

#### Kornweihe(Circus cyaneus)

Kornweihe

Erhaltung von extensiv genutzten Feuchtwiesen und -weiden, von Schilfflächen, von Hochstaudenfluren und Brachen in den Grünlandgebieten, Erhaltung der Lebensräume ohne Gefahrenquellen wie nicht vogelsichere Freileitungen und Windkraftanlagen, Erhaltung des Nahrungsangebots, insbesondere mit Kleinsäugern und bodenlebenden Kleinvögeln sowie Erhaltung störungsfreier oder zumindest störungsarmer Fortpflanzungsstätten während der Fortpflanzungszeit vom 1. April bis zum 31. August.

#### Neuntöter(Lanius collurio)
Erhaltung von extensiv bewirtschafteten Streuobst-, Grünland- und Heidegebieten, von Nieder- und Mittelhecken aus standortheimischen Arten, insbesondere dorn- oder stachelbewehrte Gehölze, Erhaltung der Streuwiesen und offenen Moorränder, Erhaltung von Einzelbäumen und Büschen in der offenen Landschaft, von Feldrainen, Graswegen, Ruderal-, Staudenfluren und Brachen, Acker- und Wiesenrandstreifen, von Sekundärlebensräumen wie aufgelassene Abbaustätten mit vorgenannten Lebensstätten sowie Erhaltung des Nahrungsangebots, insbesondere mit größeren Insekten.

#### Rohrweihe(Circus aeruginosus)

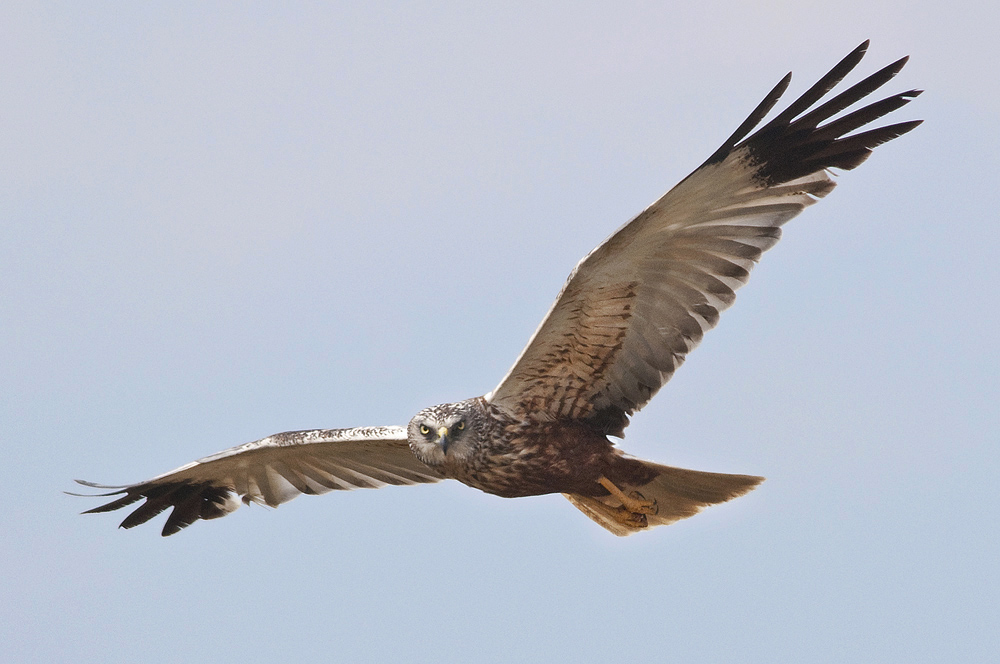
Rohrweihe

Erhaltung der Verlandungszonen, Röhrichte und Großseggenriede, der Feuchtwiesenkomplexe, insbesondere mit Streuwiesen oder extensiv genutzten Nasswiesen, der Lebensräume ohne Gefahrenquellen wie nicht vogelsichere Freileitungen und Windkraftanlagen, Erhaltung von Gras- und Staudensäumen, von Sekundärlebensräumen wie aufgelassene Abbaustätten mit vorgenannten Lebensstätten sowie Erhaltung störungsfreier oder zumindest störungsarmer Fortpflanzungsstätten während der Fortpflanzungszeit vom 15. März bis zum 15. September.

#### Rotmilan(Milvus milvus)

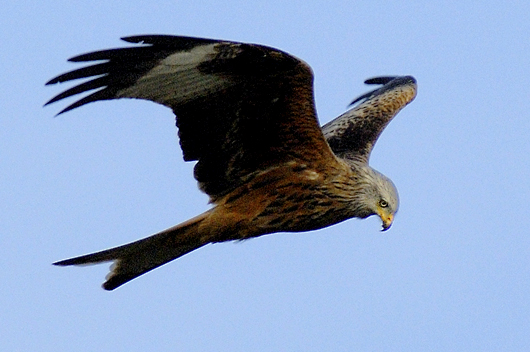
Rotmilan

Erhaltung von vielfältig strukturierten Kulturlandschaften mit lichten Waldbeständen, von Feldgehölzen, großen Einzelbäumen und Baumreihen in der offenen Landschaft, von Grünland, von Altholzinseln und alten, großkronigen Bäumen mit freier Anflugmöglichkeit, Erhaltung der Bäume mit Horsten, der Lebensräume ohne Gefahrenquellen wie nicht vogelsichere Freileitungen und Windkraftanlagen sowie die Erhaltung störungsfreier oder zumindest störungsarmer Fortpflanzungsstätten während der Fortpflanzungszeit vom 1. März bis zum 31. August.

#### Schwarzmilan(Milvus migrans)
Erhaltung von vielfältig strukturierten Kulturlandschaften, von lichten Waldbeständen, insbesondere Auenwäldern, von Feldgehölzen, großen Einzelbäumen und Baumreihen in der offenen Landschaft, Grünland, Altholzinseln und alten, großkronigen Bäumen mit freier Anflugmöglichkeit, insbesondere in Waldrandnähe, Erhaltung der naturnahen Fließ- und Stillgewässer, Erhaltung der Bäume mit Horsten, der Lebensräume ohne Gefahrenquellen wie nicht vogelsichere Freileitungen und Windkraftanlagen sowie Erhaltung störungsfreier oder zumindest störungsarmer Fortpflanzungsstätten während der Fortpflanzungszeit vom 1. März bis zum 15. August.

#### Schwarzspecht(Dryocopus martius)

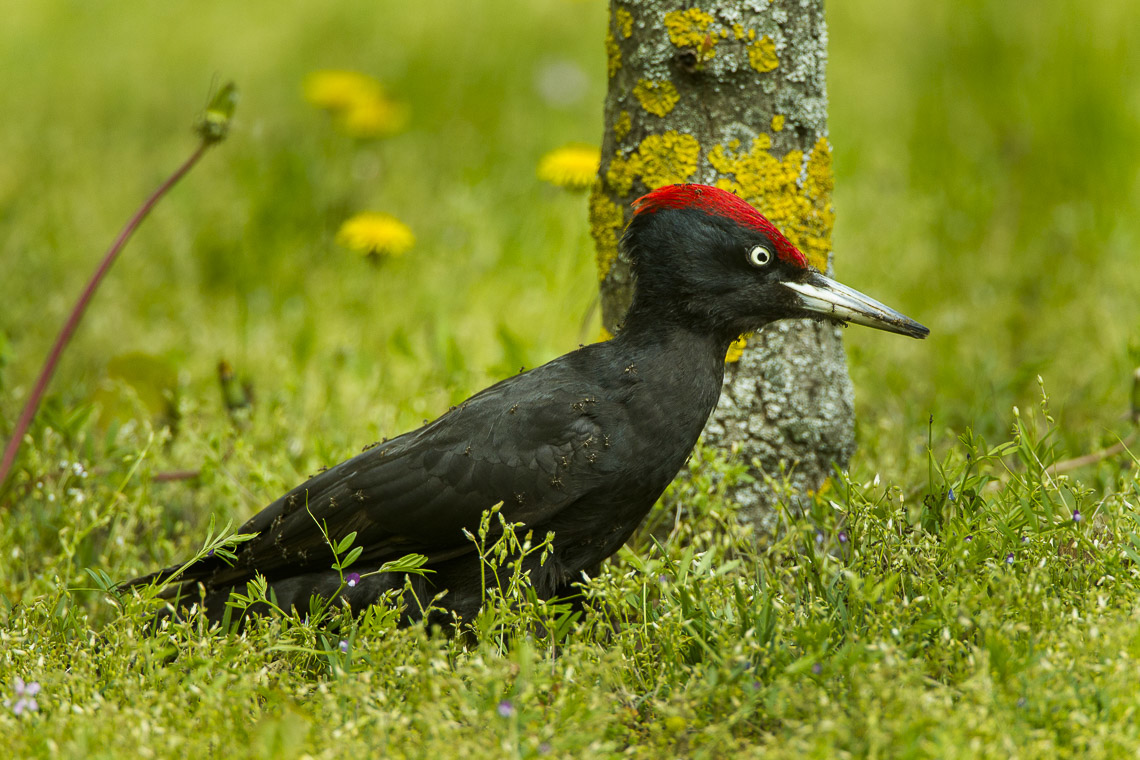
Schwarzspecht

Erhaltung von ausgedehnten Wäldern, Altbäumen und Altholzinseln, Totholz, Erhaltung der Bäume mit Großhöhlen sowie des Nahrungsangebots, insbesondere mit Ameisen.

#### Uhu(Bubo bubo)

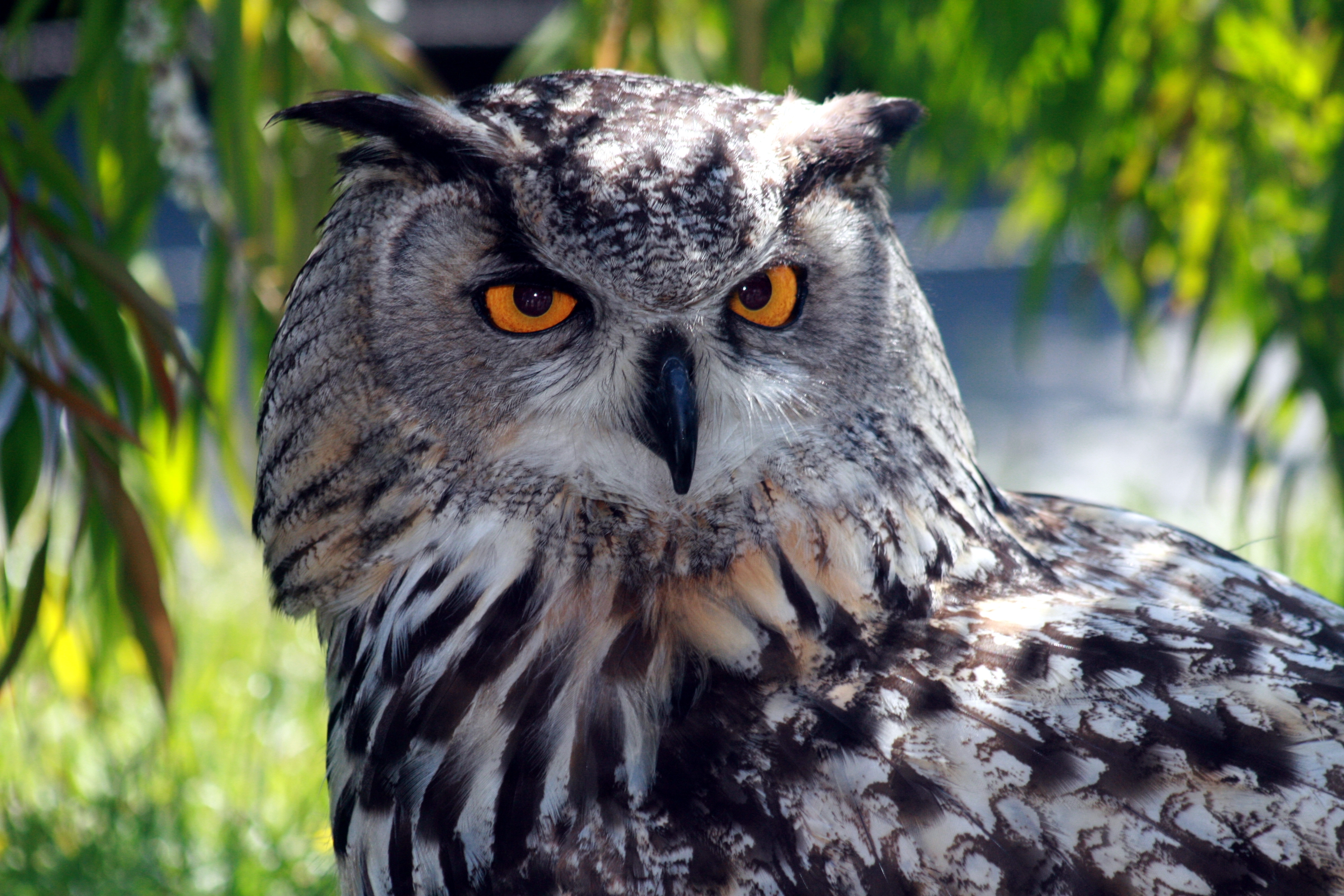
Uhu

Erhaltung der offenen Felswände und von Steinbrüchen jeweils mit Höhlen, Nischen und Felsbändern, Erhaltung von reich strukturierten Kulturlandschaften im Umfeld von vorgenannten Lebensstätten, von offenem Wiesengelände mit Heckenstreifen, Erhaltung der Lebensräume ohne Gefahrenquellen wie nicht vogelsichere Freileitungen und Windkraftanlagen sowie störungsfreier oder zumindest störungsarmer Fortpflanzungs- und Ruhestätten.

#### Wachtelkönig(Crex crex)

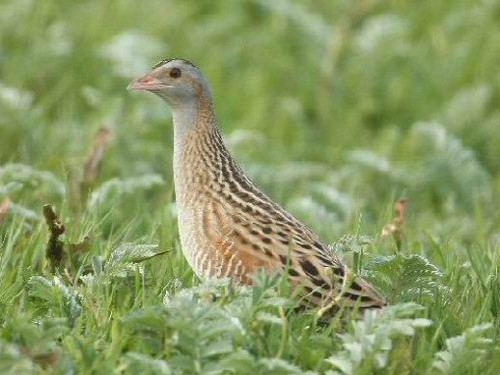
Wachtelkönig

Erhaltung von strukturreichem und extensiv genutztem Grünland, insbesondere mit Streuwiesen oder Nasswiesen, von Mauser- und Ausweichplätzen wie Gras-, Röhricht- und Staudensäume, Brachen, von einzelnen niedrigen Gebüschen und Feldhecken, von Bewirtschaftungsformen mit später Mahd ab dem 15. August, von frischen bis nassen Bodenverhältnissen, Erhaltung der Lebensräume ohne Gefahrenquellen wie Freileitungen, des Nahrungsangebots, insbesondere mit Insekten, Schnecken und Regenwürmern sowie Erhaltung störungsfreier oder zumindest störungsarmer Fortpflanzungsstätten während der Fortpflanzungszeit vom 15. April bis zum 15. August.

#### Wanderfalke(Falco peregrinus)
Erhaltung der offenen Felswände und von Steinbrüchen jeweils mit Höhlen, Nischen und Felsbändern, Erhaltung der Lebensräume ohne Gefahrenquellen wie nicht vogelsichere Freileitungen und ungesicherte Schornsteine sowie Erhaltung störungsfreier oder zumindest störungsarmer Fortpflanzungsstätten während der Fortpflanzung in der Zeit vom 15. Februar bis 30. Juli.

#### Wespenbussard(Pernis apivorus)

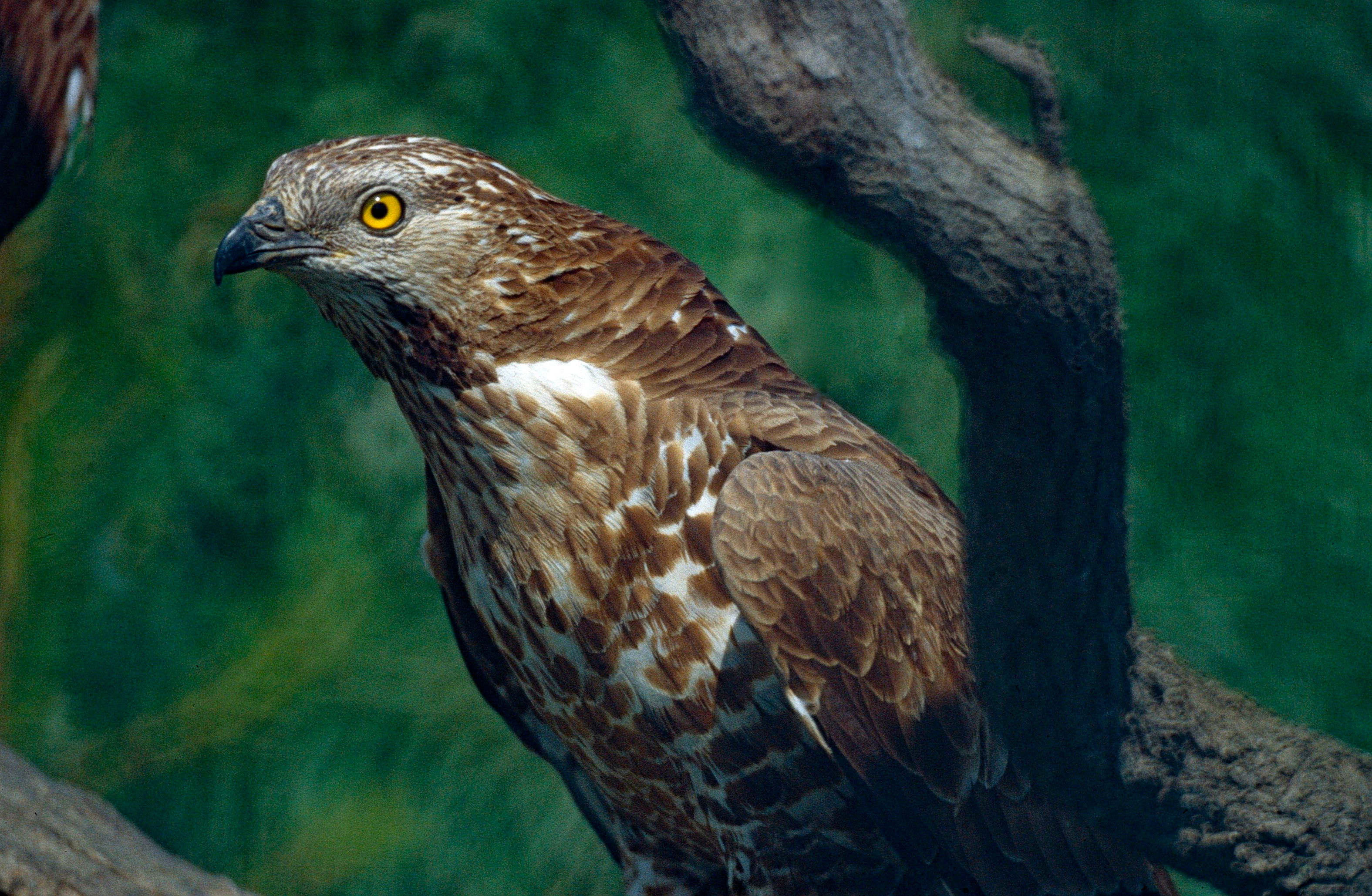
Wespenbussard

Erhaltung von vielfältig strukturierten Kulturlandschaften, lichten Laub- und Misch- sowie Kiefernwäldern, Feldgehölzen, extensiv genutztem Grünland, Altholzinseln und alten, großkronigen Bäumen mit freier Anflugmöglichkeit, Erhaltung der Magerrasen, Bäumen mit Horsten, Erhaltung des Nahrungsangebots, insbesondere mit Staaten bildenden Wespen und Hummeln sowie Erhaltung störungsfreier oder zumindest störungsarmer Fortpflanzungsstätten während der Fortpflanzungszeit vom 1. Mai bis zum 31. August.

### Zugvögel
Weitere, nicht in Anhang I aufgelistete Zugvogelarten, die im Land brüten und für die Schutzgebiete ausgewählt wurden. In diese Kategorie fallen in Baden-Württemberg insgesamt 36 Arten.

#### Baumfalke(Falco subbuteo)

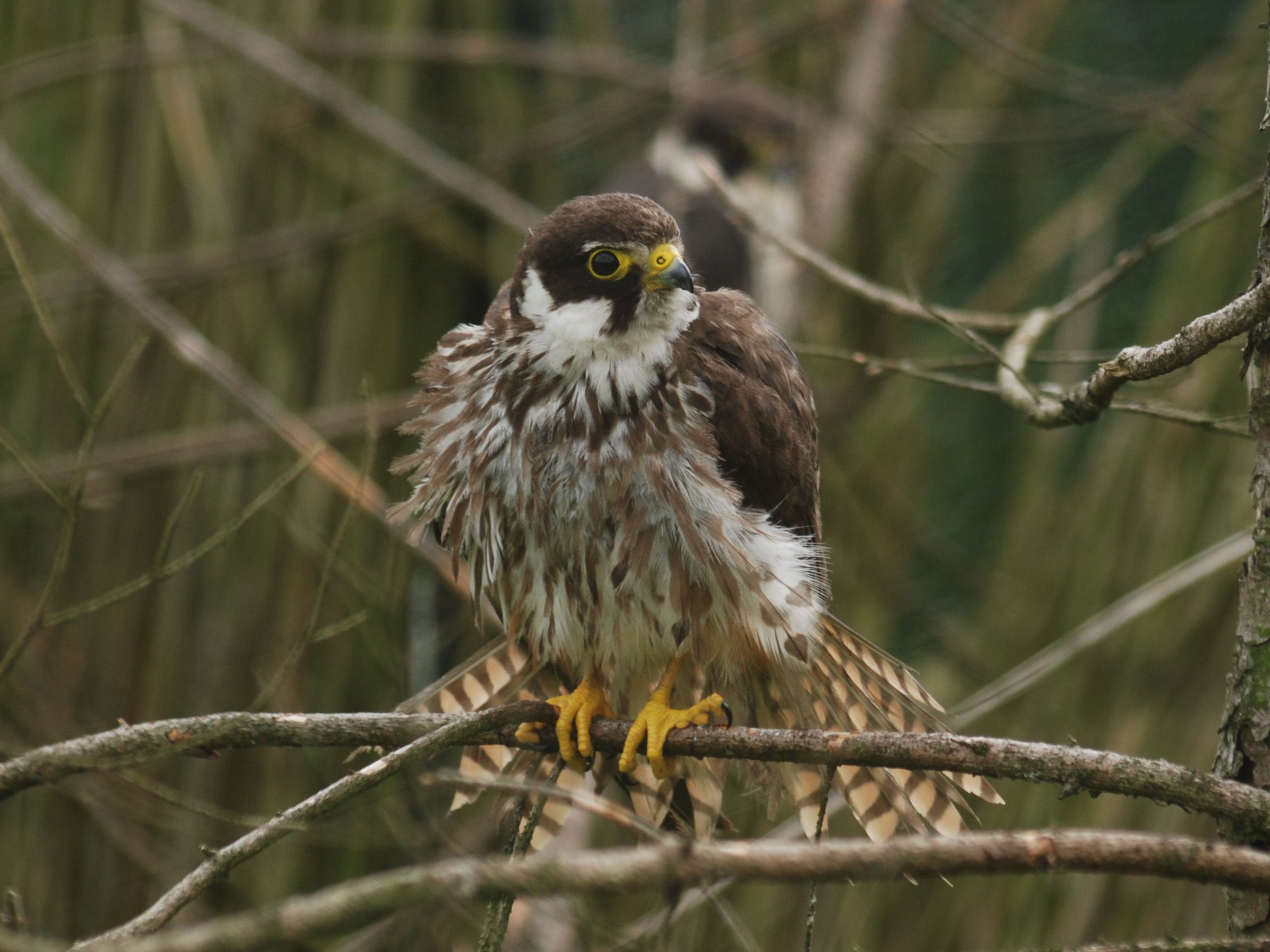
Baumfalke

Erhaltung von lichten Wäldern mit angrenzenden offenen Landschaften, von Altbäumen und Altholzinseln, von Überhältern, von Feldgehölzen oder Baumgruppen in Feldfluren oder entlang von Gewässern, von extensiv genutztem Grünland, von Gewässern mit strukturreichen Uferbereichen und Verlandungszonen, von Nistgelegenheiten wie Krähennester, des Nahrungsangebots, insbesondere mit Kleinvögeln und Großinsekten sowie störungsfreier oder zumindest störungsarmer Fortpflanzungsstätten während der Fortpflanzungszeit vom 15. April bis zum 15. September.

#### Berglaubsänger(Phylloscopus bonelli)
Erhaltung von lichten, stufig aufgebauten Waldbeständen an warmen, südexponierten, steil abfallenden Hängen mit Felspartien sowie Steinschutthalden oder Erosionsstellen mit spärlicher Strauchschicht und reichlicher Krautschicht, der Steppenheidegebiete mit spärlichem Baumbestand, wechselnder Strauchschicht und geschlossener Kurzrasendecke sowie störungsfreier oder zumindest störungsarmer Fortpflanzungsstätten während der Fortpflanzungszeit zwischen dem 15. April und dem 15. August.

#### Braunkehlchen(Saxicola rubetra)

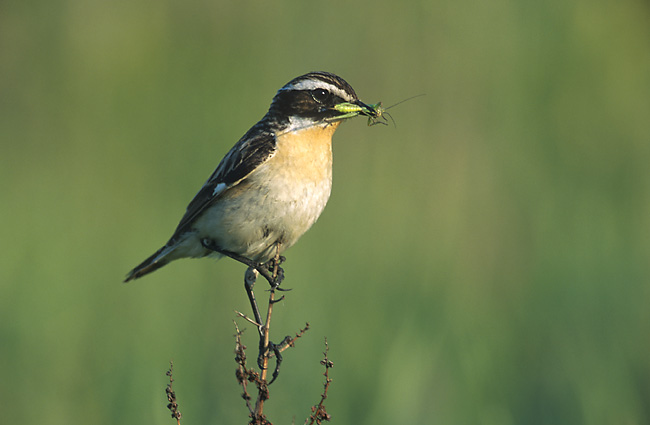
Braunkehlchen

Erhaltung von überwiegend spät gemähten extensiv bewirtschafteten Grünlandkomplexen, von Großseggenrieden, Mooren und Heiden, von Saumstreifen wie Weg- und Feldraine sowie Rand-, Altgrasstreifen, Brachen und gehölzfreien Böschungen, von vereinzelten Büschen, Hochstauden, Steinhaufen und anderen als Jagd-, Sitz- und Singwarten geeigneten Strukturen, von Sekundärlebensräumen wie aufgelassene Abbaustätten mit vorgenannten Lebensstätten, des Nahrungsangebots sowie störungsfreier oder zumindest störungsarmer Fortpflanzungsstätten während der Fortpflanzungszeit vom 1. Mai bis zum 31. August.

#### Grauammer(Emberiza calandra)

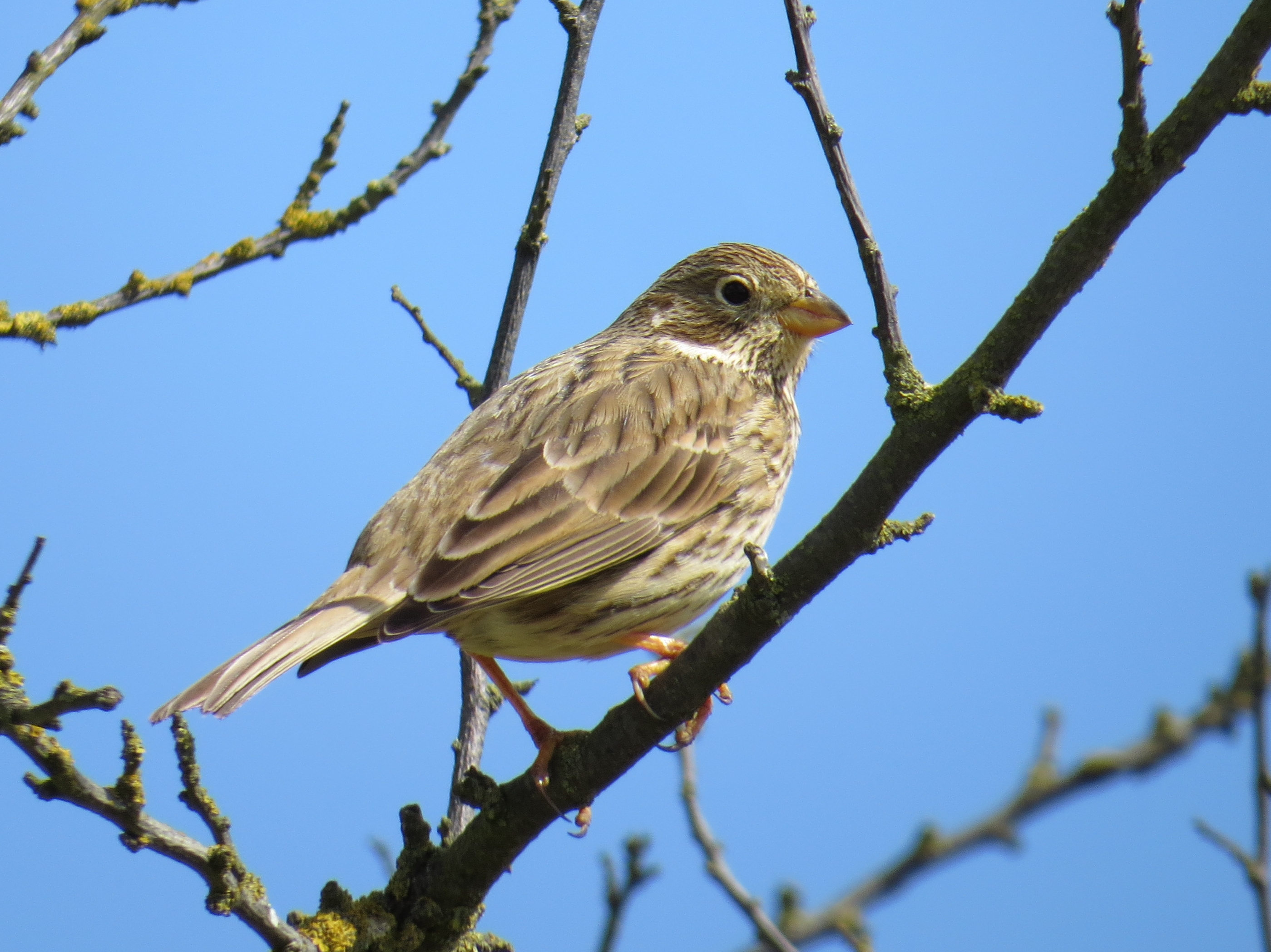
Grauammer

Erhaltung von extensiv genutzten Grünlandgebieten und reich strukturierten Feldfluren, von Brachen, Ackerrandstreifen sowie Gras- und Staudensäumen, von Gras- und Erdwegen, von Feldhecken, solitären Bäumen und Sträuchern, Erhaltung des Nahrungsangebots, insbesondere mit Insekten als Nestlingsnahrung sowie Wildkrautsämereien sowie Erhaltung störungsfreier oder zumindest störungsarmer Fortpflanzungsstätten während der Fortpflanzungszeit vom 15. April bis zum 31. August eines jeden Jahres.

#### Hohltaube(Columba oenas)
Erhaltung von Laub- und Laubmischwäldern, von Altbäumen und Altholzinseln, von Bäumen mit Großhöhlen sowie Grünlandgebieten und extensiv genutzten Feldfluren mit Brachen, Ackerrandstreifen sowie wildkrautreichen Grassäumen.

#### Kiebitz(Vanellus vanellus)

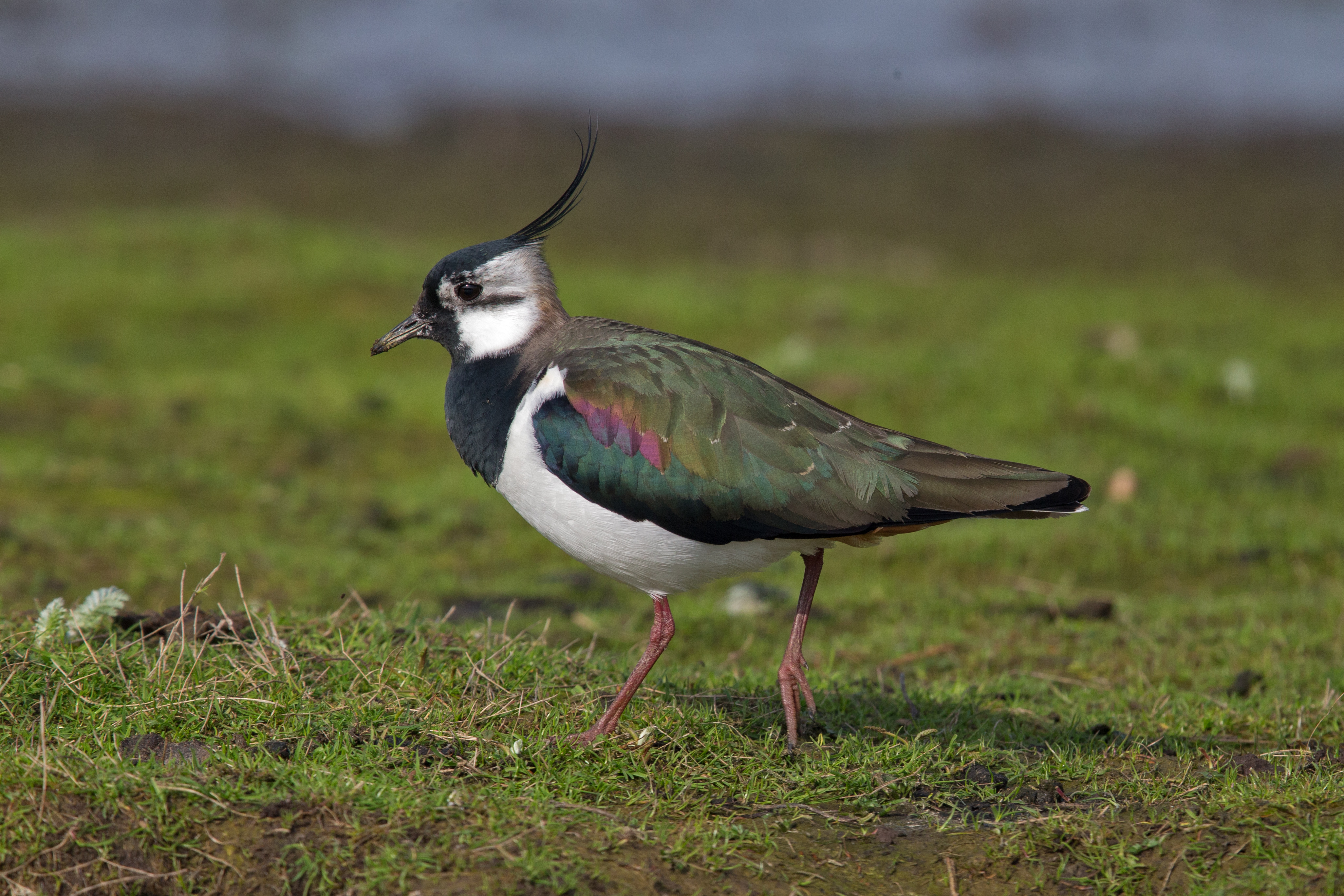
Kiebitz

Erhaltung von weiträumigen offenen Kulturlandschaften, Viehweiden, mageren Wiesen mit lückiger Vegetationsstruktur, Grünlandbrachen, Ackerland mit später Vegetationsentwicklung und angrenzendem Grünland, von Flutmulden, zeitweise überschwemmten Senken und nassen Ackerbereichen, Erhaltung der extensiv genutzten Feuchtwiesenkomplexe, der naturnahen Flussniederungen, der Gewässer mit Flachufern sowie Erhaltung störungsfreier oder zumindest störungsarmer Fortpflanzungsstätten während der Fortpflanzungszeit vom 1. Februar bis zum 31. August.

#### Nördlicher Raubwürger(Lanius excubitor)

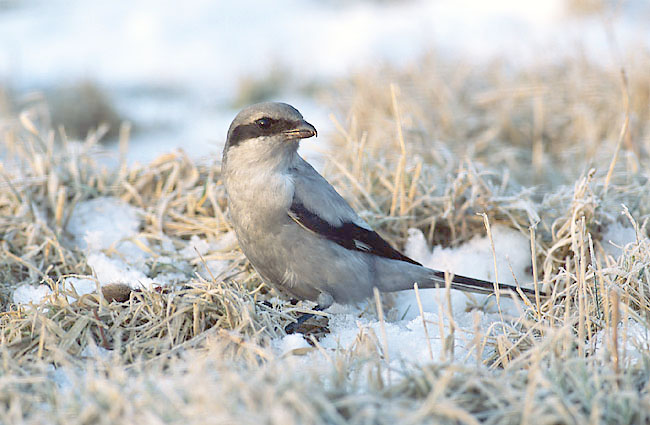
Nördlicher Raubwürger

Erhaltung von ausgedehnten extensiv bewirtschafteten Streuobstwiesen mit zahlreichen Büschen, von Heckengebieten mit den dortigen Kleinstrukturen wie Steinriegelhecken, kleinflächige Brachen, sumpfige Senken, Einzelbüsche und -bäume, unbefestigte Feldwege, Erhaltung der beweideten Wacholderheiden mit Busch- und Baumgruppen, Erhaltung von magerem Grünland, von Ödland- und Bracheflächen sowie Saumstreifen, Erhaltung der Moore mit Büschen und Bruchwaldinseln, der quelligen Stellen und sumpfigen Senken, Erhaltung von unzerschnittenen Landschaften, insbesondere ohne befestigte Wege und Straßen, Erhaltung des Nahrungsangebots, insbesondere mit Kleinsäugern und Großinsekten sowie Erhaltung störungsfreier oder zumindest störungsarmer Fortpflanzungsstätten während der Fortpflanzungszeit vom 15. Februar bis zum 15. Juli.

#### Schwarzkehlchen(Saxicola rubicola)

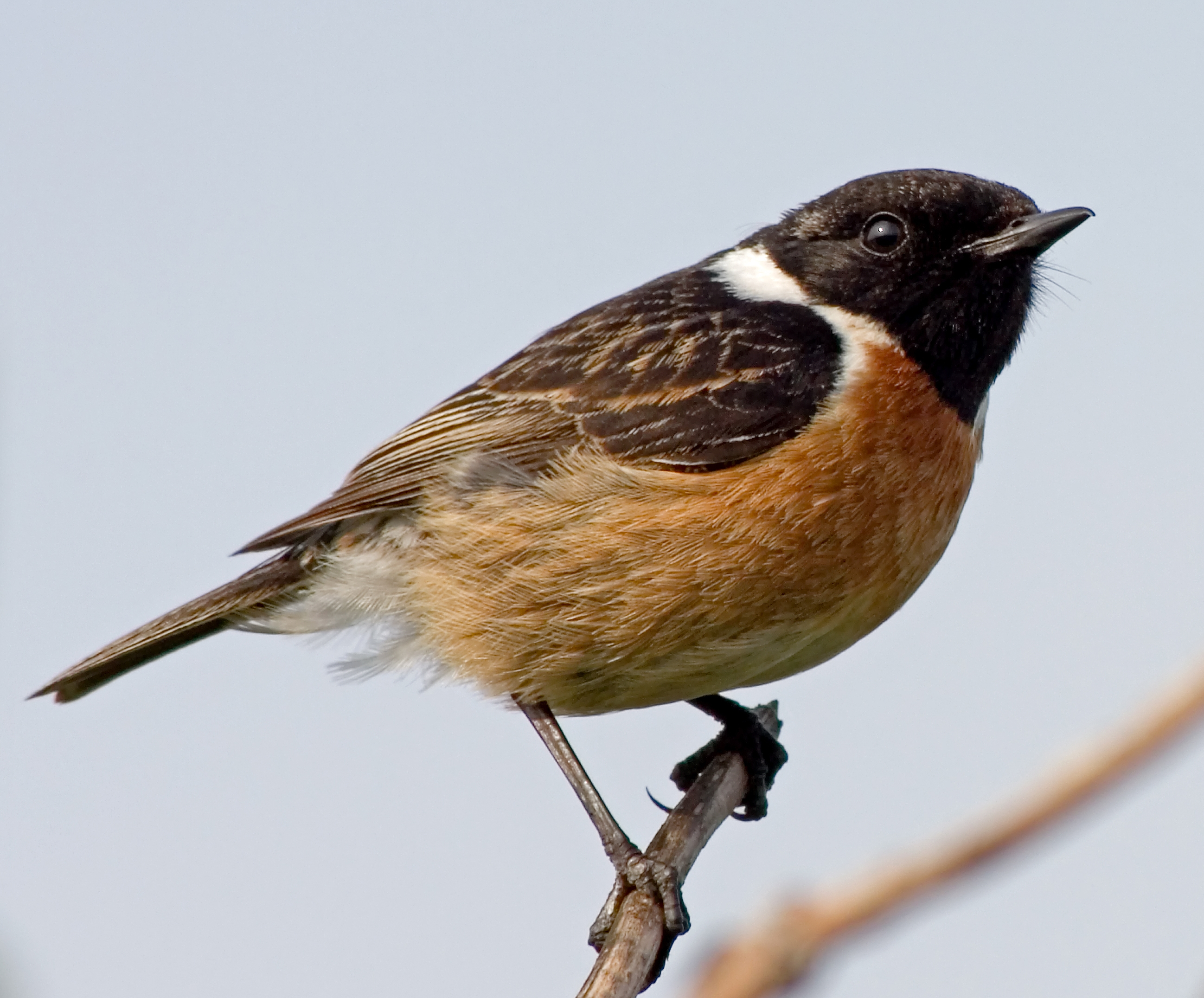
Schwarzkehlchen

Erhaltung der Heiden und Moore, der Ried- und Streuwiesen, Erhaltung von Weg- und Feldrainen, Saumstreifen, Böschungen, kleineren Feldgehölzen, unbefestigten Feldwegen, Rand- und Altgrasstreifen sowie von Brachflächen, von vereinzelten Büschen, Hochstauden, Steinhaufen und anderen als Jagd-, Sitz- und Singwarten geeigneten Strukturen, von Sekundärlebensräumen wie aufgelassene Abbaustätten mit vorgenannten Lebensstätten sowie Erhaltung des Nahrungsangebots, insbesondere mit Insekten und Spinnen.

#### Wachtel(Coturnix coturnix)

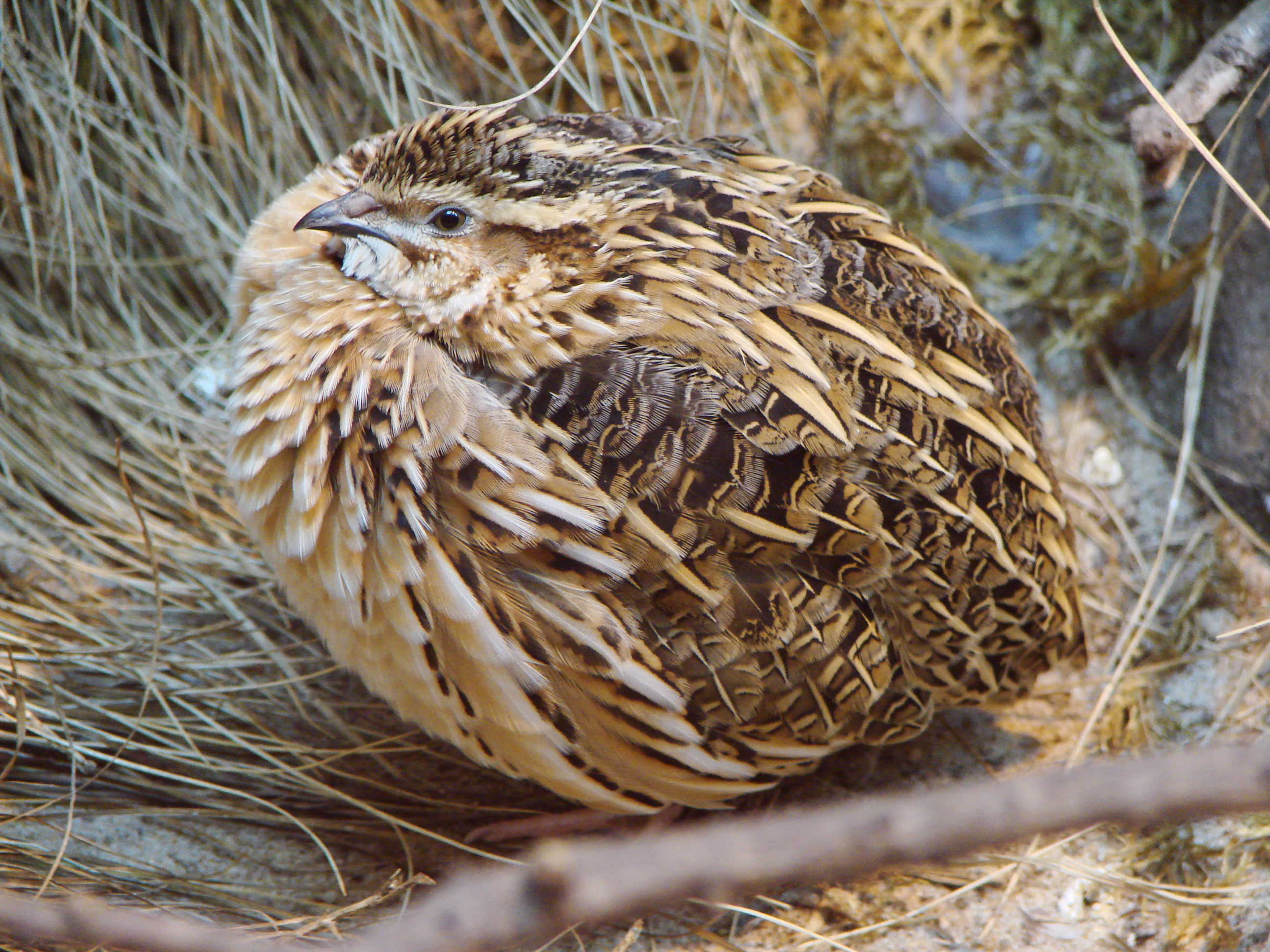
Wachtel

Erhaltung einer reich strukturierten Kulturlandschaft, Erhaltung von vielfältig genutztem Ackerland, extensiv genutztem Grünland, insbesondere von magerem Grünland mit lückiger Vegetationsstruktur und hohem Kräuteranteil, von Gelände-Kleinformen mit lichtem Pflanzenwuchs wie Zwickel, staunasse Kleinsenken, Dolinen-Einbrüche, quellige Flecken, Kleinmulden, Steinfelder, Magerrasen-Flecken und Steinriegel, von wildkrautreichen Ackerrandstreifen und kleineren Brachen, Gras-, Röhricht- und Staudensäumen sowie Erhaltung des Nahrungsangebots, insbesondere mit verschiedenen Sämereien und Insekten.

#### Wasserralle(Rallus aquaticus)

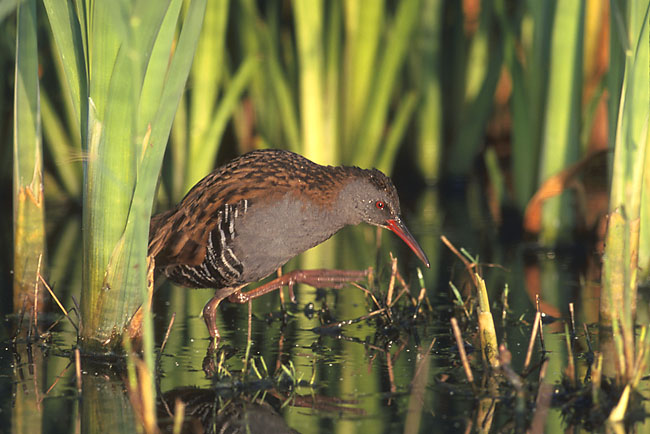
Wasserralle

Erhaltung der stehenden Gewässer mit Flachwasserzonen, der Fließgewässerabschnitte und Wassergräben mit deckungsreicher Ufervegetation, der Riede und Moore mit zumindest kleinen offenen Wasserflächen, der deckungsreichen Verlandungsbereiche mit flach überfluteten Röhrichten, Großseggenrieden und Ufergebüschen, der Lebensräume ohne Gefahrenquellen wie Freileitungen, Erhaltung von Sekundärlebensräumen wie aufgelassene Abbaustätten mit vorgenannten Lebensstätten sowie Erhaltung störungsfreier oder zumindest störungsarmer Fortpflanzungsstätten während der Fortpflanzungszeit (15. März bis 15. September).

#### Wendehals(Jynx torquilla)
Erhaltung von aufgelockerten Laub-, Misch- und Kiefernwäldern auf trockenen Standorten sowie Auenwäldern mit Lichtungen oder am Rande von Offenland, Erhaltung von extensiv bewirtschafteten Streuobstbeständen, Magerrasen, Heiden und Steinriegel-Hecken-Gebieten, von mageren Mähwiesen oder Viehweiden sowie Feldgehölzen, Erhaltung von zeitlich differenzierten Nutzungen im Grünland, von Altbäumen und Altholzinseln, von Bäumen mit Höhlen, Erhaltung von Randstreifen, Rainen, Böschungen und gesäumten gestuften Waldrändern sowie Erhaltung des Nahrungsangebots, insbesondere mit Wiesenameisen.

#### Zwergtaucher(Tachybaptus ruficollis)

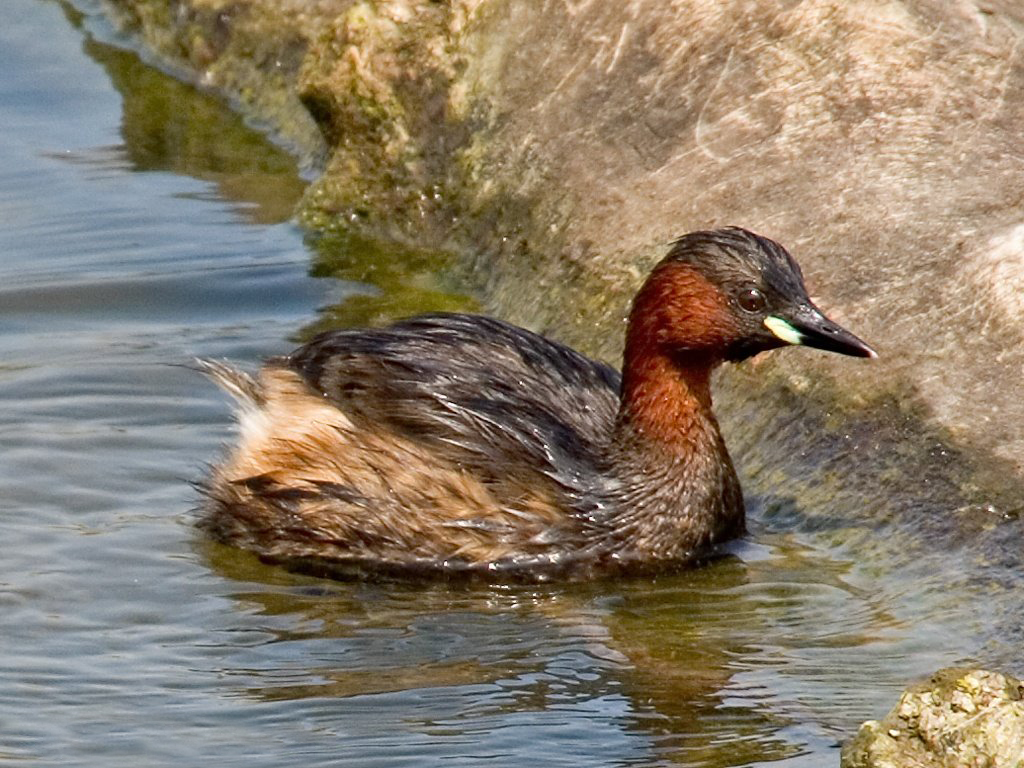
Zwergtaucher

Erhaltung der zumindest stellenweise deckungsreichen Stillgewässer, Feuchtwiesengräben, langsam fließenden Bäche und Wiesengräben, Verlandungszonen mit Röhrichten wie Schilf-, Rohrkolben-, Wasserschwaden- oder Rohrglanzgrasbestände, Erhaltung einer Wasserqualität, die gute Sichtbedingungen für den Beutefang gewährleistet, Erhaltung von Sekundärlebensräumen wie aufgelassene Torfstiche mit vorgenannten Lebensstätten sowie Erhaltung störungsfreier oder zumindest störungsarmer Fortpflanzungsstätten während der Fortpflanzungszeit (15. Februar bis 15. September).